# Herbertus giraldianus
Herbertus giraldianus là một loài rêu tản trong họ Herbertaceae. Loài này được (Stephani) Nichols miêu tả khoa học lần đầu tiên năm 1930.